# Guadalupe (Zamora Chinchipe)
Guadalupe ist eine Ortschaft und eine Parroquia rural („ländliches Kirchspiel“) im Kanton Zamora der ecuadorianischen Provinz Zamora Chinchipe. Sitz der Verwaltung ist die Ortschaft Guadalupe. Die Parroquia besitzt eine Fläche von 244,2 km². Die Einwohnerzahl lag beim Zensus 2010 bei 2857. Die Parroquia wurde am 28. November 1967 eingerichtet.

## Lage
Die Parroquia Guadalupe liegt an der Ostflanke der Cordillera Real im Südosten von Ecuador. Der Hauptort liegt auf einer Höhe von 870 m am linken Ufer des Río Yacuambi, ein linker Nebenfluss des Río Zamora, 25 km nordnordöstlich der Provinzhauptstadt Zamora. Der Unterlauf des Río Yacuambi durchfließt die Parroquia in südlicher Richtung. Im Südwesten des Verwaltungsgebietes befindet sich der 3210 m hohe Berg Filo El Queque. Auf halber Strecke zwischen den Orten Cumbaratza und Zumbi zweigt von der Fernstraße E45 (Zamora–Macas) eine Nebenstraße nach Norden ab und führt nach Guadalupe.
Die Parroquia Guadalupe grenzt im Nordosten an die Parroquia Yantzaza (Kanton Yantzaza), im Osten an die Parroquia Panguintza (Kanton Centinela del Cóndor), im Süden an die Parroquia Cumbaratza, im  Westen an die Parroquias Sabanilla und La Victoria de Imbana sowie im Norden an die Parroquia La Paz (Kanton Yacuambi).

## Klima
Das Klima ist subtropisch humid. Die Temperaturen schwanken zwischen 21 und 24 °C.